# Pisulia albimaculata
Pisulia albimaculata is een schietmot uit de familie Pisuliidae. De soort komt voor in het Afrotropisch gebied.